# El Higuerón (Tumbes)
El Higuerón es una localidad peruana ubicada en el distrito de Pampas de Hospital, perteneciente a la provincia y el departamento de Tumbes, al norte del Perú. 

## Ubicación
El Higuerón se ubica al noreste de la provincia de Tumbes, en el distrito de Pampas de Hospital, en el departamento de Tumbes.

## Demografía
En 2017 El Higuerón tenía una población de 43 habitantes.
| Gráfica de evolución demográfica de El Higuerón entre 1993 y 2017 |
|                                                                   |
| Fuentes: Población 1993 y 2017                                    |